# Kościół Narodzenia Maryi Panny w Starym Boguminie
Kościół Narodzenia Maryi Panny w Starym Boguminie (czes. Kostel Narození Panny Marie) – rzymskokatolicki zabytkowy kościół w Boguminie, w dzielnicy Stary Bogumin, w kraju morawsko-śląskim w Czechach (w historycznym regionie Śląska Cieszyńskiego). Jest kościołem parafialnym parafii Narodzenia Maryi Panny w Starym Boguminie.

## Historia
Jest to najstarszy kościół i jednocześnie najstarszy zabytek w Boguminie. Pierwsza drewniana świątynia istniała tu już w połowie XIII wieku – opiekowali się nią benedyktyni. Murowany kościół gotycki wzniesiono pomiędzy 1320 a 1400, wieżę zaś dostawiono w XV wieku. Z dawnego wystroju zachował się fragment gotyckiego okna. Po śmierci ostatniego księcia raciborskiego Walentyna z rodu Przemyślidów w 1521 r. i księcia opolskiego Jana II Dobrego z rodu Piastów w 1523 r. bogumińskie włości przypadły karniowskiemu księciu Jerzemu z rodu Hohenzollernów. Ten podarował je krótko potem synowi, Jerzemu Fryderykowi Hohenzollernowi. Przedstawiciele rodu stali się zwolennikami Kościoła protestanckiego augsburskiego wyznania. Kościół bogumiński odebrano benedyktynom prawdopodobnie już w 1530 roku, aby przekazać go pastorom wyznania augsburskiego. Napisy, które na ścianach świątyni pozostawili benedyktyni, usunięto sto lat później na żądanie księcia cieszyńskiego Wacława Adama.
W roku 1620 protestancki pastor Jerzy Floderus z Frysztatu dokonał przebudowy kościoła. W nowej wieży zawieszono 2 dzwony odlane w ludwisarni Hansa Knauffa w Opawie. Kościół został odebrany protestantom w drugiej połowie 1629 roku, po tym, jak Bogumin sprzedano Eliaszowi Henckelowi. W tym samym roku duchowym opiekunem świątyni został Jan Fridrichowski. W 1668 z ofiar zebranych przez wiernych z Olzy, Gorzyc i Łazisk do kościoła od strony północnej dobudowano kaplicę pw. św. Jana (która w 1729 r. została poświęcona św. Janowi Nepomucenowi). Pod podłogą tej kaplicy na koszt właścicieli miasta zbudowano kryptę o powierzchni 20 m², która służyła jako miejsce pochówku do 2 poł. XVIII wieku. Od strony południowej zaś, przed 1688, dobudowano kaplicę Panny Marii Różańcowej. W nocy z 14 na 15 kwietnia 1779 kościół został obrabowany – straty oszacowano na ogromną w tamtych czasach sumę 1968 złotych ryńskich. Najtragiczniejszym dniem dla kościoła był jednak 22 sierpnia 1850. Wtedy w wieżę uderzył piorun, powodując pożar, który uszkodził nie tylko samą wieżę, ale także wiązania dachowe świątyni. Spadające belki przebiły sklepienie kościelnej nawy. Z wyposażenia udało się uratować niewiele. Do roku 1853 zakończono naprawę dachu i sklepienia nad nawą kościoła. Pierwotne sklepienie krzyżowe zastąpiono sklepieniem beczkowym z freskami, dzięki czemu kościół trójnawowy przekształcił się w jednonawowy. Obniżono też wysokość sklepienia o kilka metrów. Łuki dwóch okien gotyckich znajdują się dziś na poddaszu. Rekonstrukcja wieży, która utraciła wtedy cebulastą kopułę, przebiegła w roku 1854. Obecny wygląd kościół uzyskał w wyniku remontu w latach 1910–1911. W czasie I wojny światowej, 17 grudnia 1917, skonfiskowano na cele wojenne obydwa dzwony oraz miedziany drut piorunochronu.

## Opis
Na wyposażeniu kościoła znajdują się organy z 1899 pochodzące z pracowni braci Rieger w Karniowie. Wewnątrz kościoła, w bocznej kaplicy, znajduje się otoczony kultem obraz Matki Boskiej Różańcowej Starobogumińskiej. 7 października 2004 bp ostrawsko-opawski František Lobkowicz dokonał jego koronacji. Pozłacane korony zostały wcześniej poświęcone na placu św. Piotra w Watykanie przez papieża Jana Pawła II.